# Амантеа
Амантеа (італ. Amantea, сиц. Amantia) — муніципалітет в Італії, у регіоні Калабрія,  провінція Козенца.
Амантеа розташована на відстані близько 440 км на південний схід від Риму, 55 км на північний захід від Катандзаро, 25 км на південний захід від Козенци.
Населення — 13 996 осіб (2014).
Щорічний фестиваль відбувається 13 червня. Покровитель — Антоній Падуанський (Sant'Antonio di Padova).
До складу муніципалітету входять округи (італ. frazione) Акквічелла, Кампора Сан-Джованні та Корека.

## Демографія
Населення за роками:

Станом на 1 січня 2023 року в муніципалітеті офіційно проживав 791 іноземець з 52 країн, серед них 199 громадян країн Євросоюзу та 26 громадян України.

## Клімат
| Місяці              | Місяці | Місяці | Місяці | Місяці | Місяці | Місяці | Місяці | Місяці | Місяці | Місяці | Місяці | Місяці | Пора | Пора | Пора | Пора | Рік  |
| Місяці              | Січ    | Лют    | Бер    | Кві    | Тра    | Чер    | Лип    | Сер    | Вер    | Жов    | Лис    | Гру    | Зим  | Вес  | Літ  | Осі  | Рік  |
| ------------------- | ------ | ------ | ------ | ------ | ------ | ------ | ------ | ------ | ------ | ------ | ------ | ------ | ---- | ---- | ---- | ---- | ---- |
| Темп. макс. (°C)    | 13.4   | 13.8   | 15.6   | 18.1   | 22.0   | 25.8   | 28.4   | 29.0   | 26.4   | 22.2   | 18.3   | 15.2   | 14.1 | 18.6 | 27.7 | 22.3 | 20.7 |
| Темп. мін. (°C)     | 7.6    | 7.3    | 8.5    | 10.6   | 13.7   | 17.8   | 20.5   | 20.8   | 18.4   | 14.8   | 11.8   | 9.1    | 8    | 10.9 | 19.7 | 15   | 13.4 |
| Опади (мм)          | 116    | 73     | 100    | 63     | 54     | 21     | 13     | 20     | 61     | 75     | 137    | 171    | 360  | 217  | 54   | 273  | 904  |
| Дні опадів (≥ 1 мм) | 11     | 8      | 11     | 7      | 4      | 2      | 1      | 2      | 4      | 7      | 9      | 12     | 31   | 22   | 5    | 20   | 78   |

## Сусідні муніципалітети
- Бельмонте-Калабро
- Лаго
- Сан-П'єтро-ін-Амантеа
- Серра-д'Аєлло
- Клето
- Ночера-Теринезе